# Geflügelschere

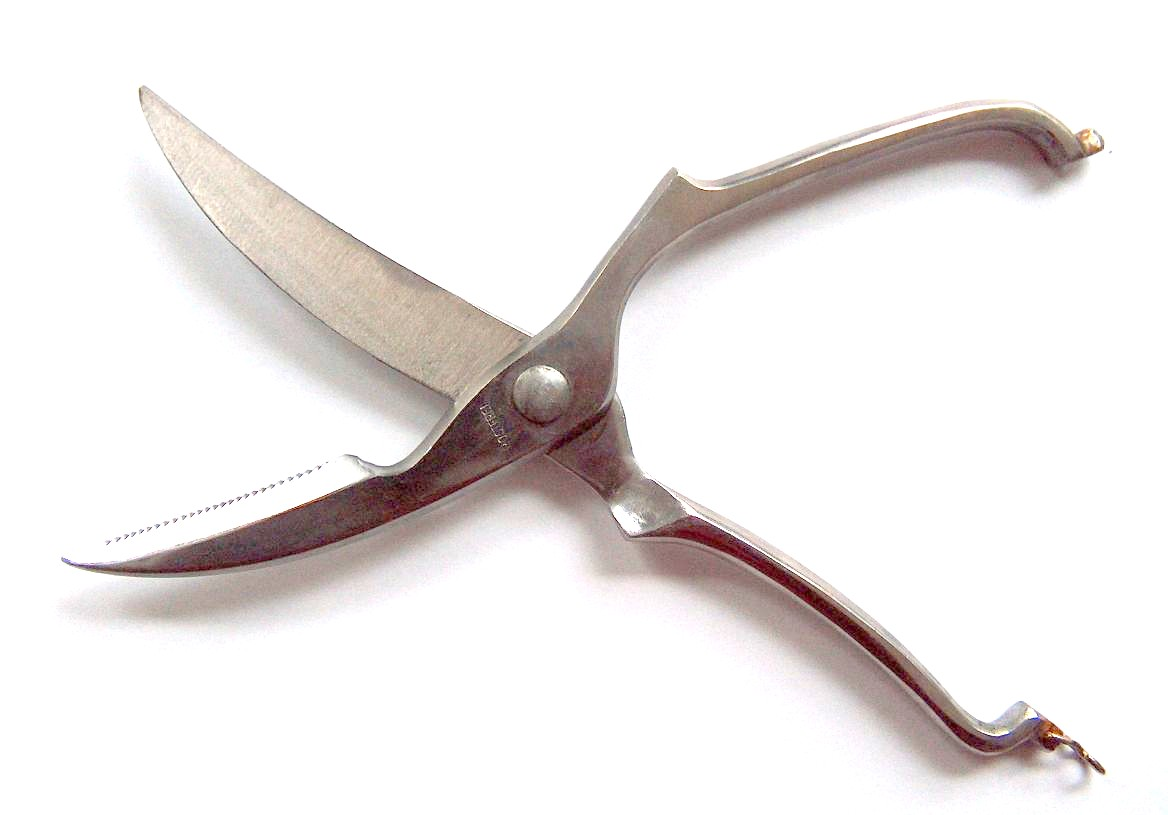
Geflügelschere

Eine Geflügelschere ist eine Schere mit einer leicht gerillten, langen Schneide. Sie dient dazu, Knochen von Geflügel wie Hühnern, Enten oder Gänsen durchzuschneiden. Insofern wird sie insbesondere auch als Hilfsmittel beim Tranchieren von fertig gegartem Geflügel verwendet.
Der Griff von Geflügelscheren ist meistens lang und hufeisenförmig gebogen; von der Form her erinnert der Griff an einen Dosenöffner. Deshalb benötigt man nur verhältnismäßig wenig Kraft, um einen größeren Knochen durchzuschneiden. Oft haben Geflügelscheren einen speziellen Ausschnitt in der Schneide (siehe Bild), der zum Zerbrechen von starken Knochen dient. Viele handelsübliche Scheren lassen sich zum Reinigen in zwei Teile auseinandernehmen sowie außerdem zum sicheren Aufbewahren mit einem Verschluss (siehe Bild) sichern.